# デヴィッド・ロバーツ
デヴィッド・ロバーツ（David Roberts、本名:David Scott Roberts、1958年9月13日 - ） は、AORのアーティスト、シンガーソングライター。

## 経歴
アメリカのボストンに生まれる。カナダ人であり、カナダのトロントで青春時代を過ごした。幼少期はビートルズやビーチ・ボーイズに親しみ、ハイスクール時代にはバンドでボーカルも執るようになる。この頃、クロスビー、スティルス&ナッシュや、スティーリー・ダン、エルトン・ジョンらを愛聴し、影響を受けたという。その後、アートスクール時代はピンク・フロイド、ジェネシス等を聴きながらも音楽を離れ、一時はアニメの世界を志したこともあったが、間もなく音楽活動を再開。19歳のとき、とあるコンテストに送ったデモテープが最優秀賞に輝き、このことが遠因となってワーナーと契約することとなった。
しかし、契約後他の収録曲の作曲が思うようにいかず、同時に進行していたプロデューサー選びも難航。この間、LAのサウンドを志向するようになり、デイヴィッド・フォスター、ジェイ・グレイドン等にプロデュースを依頼するに至った。ところが、多忙な彼らは揃ってグレッグ・マティソンを推薦し、彼がプロデュース、ジェイ・グレイドンがエグゼクティヴ・プロデューサーとして、当時最高峰のスタジオ・ミュージシャンであったTOTO、ビル・チャンプリン等を集め、制作を進めることとなった。そして、1982年、アルバム『オール・ドレスト・アップ』でようやくデビューにこぎつけた。
デビュー作からヒット曲が生まれることはなかった。しかし、日本では非常に高い人気を誇り、すぐに廃盤となったCDが高値で取り引きされるという事態が起きた。
また、音楽業界では彼の作曲能力が高く評価されており、作曲するたびに楽曲提供を申し入れられる状態であった。結局、セカンド・アルバムの制作を諦め、作家活動を本格化。TV番組のテーマ・ソング、CMソング等も多く制作している。
一方、フレデリック・スラマの音楽プロジェクト、AORにボーカリストとしても参加したことがある。
2008年7月には26年ぶりのニュー・アルバム『ベター・レイト・ザン・ネヴァー』が日本先行で発売された。全10曲はすべて2007年から2008年にレコーディングされたもの。前作に続いて5曲をグレッグ・マティソンがプロデュース、ギターにマイケル・ランドウ、ベースにエイブラハム・ラボリエル、ドラムにマイク・ベアードと豪華面子がバックアップ。スターシップに提供した「Before I Go」のセルフカバーや、ジョン・ウェイトにより発表されるはずであった「Stay With Me Tonight」、そして1990年代にデモとしてレコーディングされていた3曲がこのアルバムのためにリレーコーディングされた。
そして残り5曲は、ダン・ヒルをはじめアメリカやジミー・ウェッブの音楽プロデューサーとしてしられるフレッド・モーリンとともに制作された、書き下ろしの新曲であった。そのフレッド・モーリンの他、ナッシュッビルのポップ・カントリー界を代表する面々が参加。ドラマーのシャノン・フォレストは、トリーシャ・イヤウッドといったアーティストのアルバムへの参加で一般的に知られているが、TOTOの2代目ボーカリストであったファーギー・フレデリクセンが中心となった産業ロック系プロジェクト「メッカ」のドラマーでもあった。ギターにはブレント・メイソンや、リチャード・マークスの『デイズ・イン・アヴァロン』(2000年）をサポートしたJ.T.コレンフローズらがしっかりとバックを固め、26年のブランクをまったく感じさせない音を届けてくれた。
2008年10月4日、6日、7日、8日に、東京、大阪、名古屋のCLUB QUATTROで初来日公演。プロデューサーのフレッド・モーリンがサポートにあたった他、キーボードにはフィル・コリンズのレコーディングおよびツアー・バンド・メンバーでもあるブラッド・コールを帯同。更に来日記念盤として、未発表音源の中から選りすぐられた13曲を収録した『ミッシング・イヤーズ』が発売。1曲目には、1993年にTBS系のドラマ『新幹線物語'93夏』のエンディングテーマ「アイデンティティ」の原曲である「Run Back」（ランディ・グッドラムとの共作）が収録されている。

## ディスコグラフィ

### アルバム
- 『オール・ドレスト・アップ』 - All Dressed Up (1982年、Elektra)
- 『ベター・レイト・ザン・ネヴァー』 - Better Late Than Never (2008年、Vivid Sound)
- 『ミッシング・イヤーズ』 - The Missing Years (2008年、Vivid Sound)

### 提供曲
- "Anywhere You Run To" (1982年) ※ダイアナ・ロス『シルク・エレクトリック』収録
- "Too Good To Last" (1983年) ※ニールセン / ピアソン『ブラインド・ラック』収録
- "Midnight Rendezvous" (1984年) ※ラムゼイ・ルイス&ナンシー・ウィルソン『トゥー・オブ・アス』収録
- "Before I Go" (1985年) ※スターシップ『フープラ』収録
- "Say When" (1987年) ※スターシップ『ノー・プロテクション』収録
- "Drivin' Wheels" (1988年) ※ジミー・バーンズ『フレイト・トレイン・ハート』収録
- "Tough Times Don't Last" (1989年) ※バッド・イングリッシュ『バッド・イングリッシュ』収録

等多数

### ボーカル参加曲
- "On Dangerous Ground" (2003年) ※AOR『Dreaming of L.A』収録